# 4684 Bendjoya
4684 Bendjoya è un asteroide della fascia principale. Scoperto nel 1978, presenta un'orbita caratterizzata da un semiasse maggiore pari a 2,3975239 UA e da un'eccentricità di 0,1105728, inclinata di 5,27897° rispetto all'eclittica.